# Gusselby
Gusselby är en tätort i Lindesbergs kommun, fem kilometer norr om Lindesberg utmed riksväg 68.

## Historia
Gusselby ingick i det gamla Fritidsland Bergslagen, som i början av 1980-talet utnämndes till naturvårdsområde i syfte att främja det rörliga friluftslivet. Skyddsbegreppet upphörde när miljöbalken (SFS 1998:808) infördes.

### Befolkningsutveckling
| Befolkningsutvecklingen i Gusselby 1950–2020 | Befolkningsutvecklingen i Gusselby 1950–2020 | Befolkningsutvecklingen i Gusselby 1950–2020 | Befolkningsutvecklingen i Gusselby 1950–2020 | Befolkningsutvecklingen i Gusselby 1950–2020 |
| -------------------------------------------- | -------------------------------------------- | -------------------------------------------- | -------------------------------------------- | -------------------------------------------- |
|                                              |                                              |                                              |                                              |                                              |
| År                                           |                                              |                                              | Folkmängd                                    | Areal (ha)                                   |
| 1950                                         | 1950                                         |                                              | 439                                          |                                              |
| 1960                                         | 1960                                         |                                              | 314                                          |                                              |
| 1965                                         | 1965                                         |                                              | 309                                          |                                              |
| 1970                                         | 1970                                         |                                              | 263                                          |                                              |
| 1975                                         | 1975                                         |                                              | 214                                          |                                              |
| 1980                                         | 1980                                         |                                              | 243                                          |                                              |
| 1990                                         | 1990                                         |                                              | 261                                          | 119                                          |
| 1995                                         | 1995                                         |                                              | 354                                          | 86                                           |
| 2000                                         | 2000                                         |                                              | 313                                          | 86                                           |
| 2005                                         | 2005                                         |                                              | 312                                          | 86                                           |
| 2010                                         | 2010                                         |                                              | 300                                          | 86                                           |
| 2015                                         | 2015                                         |                                              | 292                                          | 81                                           |
| 2020                                         | 2020                                         |                                              | 272                                          | 81                                           |
|                                              |                                              |                                              |                                              |                                              |